# Ermita de Santa Cecilia (Barriosuso)
La ermita de Santa Cecilia es una ermita situada en el término de la localidad de Barriosuso, municipio de Santibáñez del Val, provincia de Burgos, España, declarada bien de interés cultural el 23 de enero de 1992.

## Descripción
Se encuentra entre las localidades de Barriosuso y Santibáñez del Val, al lado de la carretera que une ambas poblaciones y sobre un altozano que domina el río Mataviejas.
De pequeñas proporciones, consta de dos partes bien diferenciadas: una, la de la nave con su capilla y torre; y otra, el pórtico.
La primera, es la principal y más antigua, mozárabe del siglo X, está formada por una nave rectangular rematada hacia oriente por un ábside cuadrado; une ambas partes un arco que en principio fue de herradura y actualmente están picados sus arranques. La cabecera se cubre con la primitiva cúpula sobre pechinas. La torre se alza sobre la cabecera y tiene forma tronco-piramidal con sendas troneras a cada lado, hov tapiadas dos de ellas.
En el ábside se abre una ventana de doble derrame en el muro del mediodía, y otra en el centro de la pared oriental con una lucera cruciforme compuesta de cinco anillos y de las correspondientes ranuras que los une, calado todo ello en un sillar.
La segunda, el pórtico románico del siglo XII, está formado por cinco arcos abiertos en el muro sur, siendo mayor el central, sirviendo de acceso a su interior. Todos son de medio punto, bordeando el exterior una imposta o guardapolvo ajedrezado.
El alero remata en una cornisa sostenida por sencillos canecillos.
Dentro del pórtico es de destacar la portada de acceso a la nave de la ermita. Se trata de una sencilla pero a la vez esbelta portada románica con doble arquivolta formadas por baquetones y ricos y delicados relieves de trenzados y sucesión de hojas extendidas.